# Szent Illés-templom (Szinaja)
A szinajai Tisbei Szent Illés próféta templom (románul: Biserica Sfântul Prooroc Ilie Tesviteanul) egy 1933–1939 között épült ortodox székesegyház a régi város déli részén; a Prahova-völgy egyik legnagyobb templomépülete. A „Bucsecs katedrálisának” is nevezik (Catedrala Bucegilor), bár egyesek a szinajai kolostor templomát illetik ezzel a névvel.

## Története
Szinaja a 19. század végén komoly fejlődésnek indult, ekkor kezdték építeni a Peleș-kastélyt is, és számos család költözött a városba nyugalmat és jó levegőt keresve, vagy pedig a Costinescu-gyárban (később MEFIN) és a turizmusban vállalva munkát. Ennek következményeként a 20. század elején felmerült egy új ortodox templom építése Szinaja déli részén, az úgynevezett alsóvárosban, mely igen messze volt a szinajai kolostor templomától. 1910-ben megalakult a Szent Illés-egyházközség, és Grigore Teodorescu parókust bízták meg egy új templom építtetésével. Emil Costinescu, a Costinescu-gyár alapítója, korábbi pénzügyminiszter feltétlen támogatásáról biztosította az egyházközséget, azonban a kitörő első világháború visszavetette a terveket.
1928-ban Vasile Haisan parókus vállalta magára az építtetést. A Costinescu-család továbbra is támogatta a tervet, és 1933. szeptember 23-án, a román királyi család (II. Károly, Mária királyné, Mihály herceg) jelenlétében Miron Cristea pátriárka elhelyezte a templom alapkövét. Az építkezést és a freskókat 1939-re fejezték be, a templomot pedig 1939. december 17-én szentelték fel.
A 20. század második felében a templomot szorosan körbeépítették modern, építészeti értéket nélkülöző létesítményekkel (hasonlóan Szinaja más régi, impozáns épületeihez, például a Știrbei-palotához), melyek részben elfedik a templom látképét. A kommunizmus alatt a királyságot idéző freskókat (II. Károly és Mihály ábrázolását) letakarták. 1983-ban újraszentelték. A román királyi leszármazottak napjainkban is látogatják a templomot; 2018-ban itt volt Nicholas Medforth-Mills (a kitagadott Miklós királyi herceg) esküvője.

## Leírása
A templom nem keletelt, hogy beilleszkedjen az utcaképbe; tengelye délkelet–északnyugati irányú. Stílusa neobizánci, tervezője Paul Smărăndescu (1881–1945) építész, Szinaja főépítésze, kinek nevéhez a város rendszerezése és több helyi épület tervezése köthető, és aki továbbá hozzájárult az „új román építészeti stílus” (neobizánci, neo-Brâncoveanu) meghonosításához. Masszív hegyi kőtömbökből épült, melyeket Moroeni-ből hoztak, belül pedig téglával burkolt. A kövek faragását Comarnic-környéki mesterek végezték.
Két tornya van; az északnyugati főbejárat fölött egy kis harangtorony, a főhajó fölött pedig egy impozáns, kör alapú Pantokrátor-torony. Freskóit 1938–1939 között készítette Nina Arbore, Matisse tanítványa; ezeket 1983–1984-ben és 2002–2003-ban restaurálták. A freskókon megjelenik II. Károly, Mihály herceg, Miron Cristea, és a Costinescu-család is.
Az épület melletti kis sírkertben nyugszik Vasile Haisan (1903–1966) templomépíttetö parókus.